# 呼吉尔特蒙古族乡
呼吉尔特蒙古族乡是中华人民共和国新疆维吾尔自治区伊犁哈萨克自治州特克斯县下辖的一个民族乡。

## 行政区划
呼吉尔特蒙古族乡下辖以下村级行政区划单位：
多勒肯村、呼吉尔特村、库热村、喀拉萨依牧业村和库尔乌泽克牧业村。